# Azánia

Azánia szövetségi állam zászlaja

Azánia Szomália tagállama, mely 2011-ben jött létre. Az úgynevezett „Afrika Szarván” terül el. Szomáliai politikusok 2011. április 3-án vasárnap, Kenya fővárosában jelentették be az új állam létrehozását.

## Előzmények
Szomáliában az 1990-es évek óta polgárháború dúl. Azóta több, sikertelen kísérlet is történt egy központi államhatalom felállítására. Végül kenyai segítséggel Szomália déli közigazgatási területeinek egybevonásával alapították meg Azániát. Nairobi támogatta egy új, határ menti közigazgatási egység létrejöttét, amely ütközőövezetet teremthet Kenya és szomszédja között.

## Az államalapítás célja
Mohamed Abdi Gandhi, Azánia elnöke kijelentette, hogy fő céljának tekinti az ország területe feletti ellenőrzés visszaszerzését az al-Kaida terrorhálózathoz kötődő iszlamista, szélsőséges lázadóktól, az al-Shabaab milicistáitól. Ugyanakkor semmiképpen sem szeretné az új államot elszakítani Szomáliától. Azánia igyekszik visszafoglalni a déli és a középső területeket is, illetve a fővárost, Mogadishut. Erre bizonyságot mutatva, április harmadikán a kormányhadsereg megtámadta az al-Shabaab egyik támaszpontját Dhobleyben. A jelentés szerint sikeresen elfoglalták a várost, és likvidálták a terrorista szervezet több tagját.
Nairobi szorgalmazta az országhatártól északra eső területek hivatalos ellenőrzés alá vonását, így komoly - főként politikai - segítséget nyújtott az újonnan alakuló állam létrehozásában, mert Kenyának igen nagy problémákat okozott az anarchiába süllyedt szomszéd.